# Phytorus
Phytorus là một chi bọ cánh cứng trong họ Chrysomelidae.
Chi này được miêu tả khoa học năm 1884 bởi Jacoby.

## Các loài
Các loài trong chi này gồm:
- Phytorus antennalis Medvedev & Moseyko, 2002
- Phytorus laysi Medvedev & Moseyko, 2002
- Phytorus leyteanus Medvedev, 1995